# Theological Repository

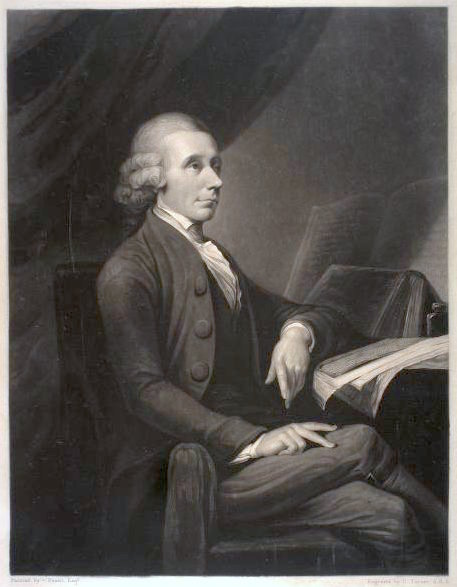
Gravure de Charles A. E. Turner (1836) d'un portrait de Priestley commandé par Joseph Johnson à Henry Fuseli (vers 1783)

Le Theological Repository était un périodique fondé en 1769, par le polymathe britannique Joseph Priestley et qui parut jusqu'en 1788. Bien qu'officiellement engagé à ouvrir un débat rationnel sur les questions théologiques, la revue devint le porte-parole des Dissidents anglais, en particulier des doctrines unitarienne et arienne.